# Roberto Mieres

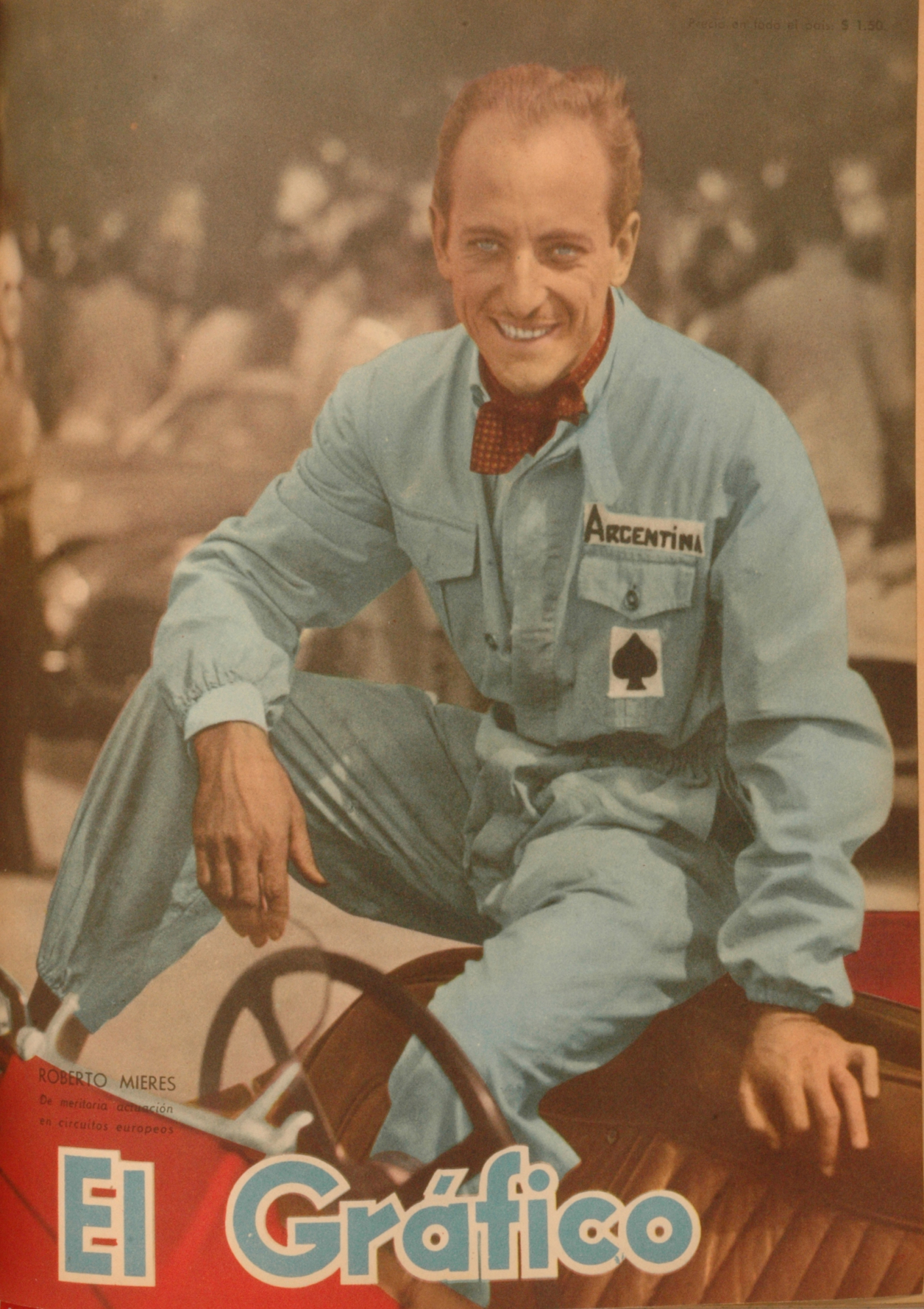
Roberto Mieres in 1953

Roberto Mieres (Mar del Plata, Argentinië, 3 december 1924, – Uruguay, 26 januari 2012), door zijn vrienden 'Bibito' genoemd, was een Formule 1-coureur uit Argentinië. Hij reed tussen 1953 en 1955 zeventien Grote Prijzen voor de teams Gordini en Maserati. Na zijn raceloopbaan richtte hij zich op de zeilsport. Als zeiler nam hij eenmaal deel aan de Olympische Spelen.

## Biografie

### Passie voor sport
Mieres werd opgevoed in een der bekendste Jezuïtencolleges en kreeg als jongen alle gelegenheid om zich een gefundeerde kennis te verwerven. Daarbij was zijn lievelingsvak sport. Zijn eerste passie was roeien, vervolgens zeilen, rugby - waar hij een punt achter zette toen hij een keer een gebroken sleutelbeen had opgelopen - en tennis. Totdat hij op een goede dag een MG in handen kreeg, waarmee hij aan autoraces mee ging doen. Vanaf dat moment kwam al het andere op de tweede plaats.

### Eerste successen
In 1948 schafte Mieres zich een Mercedes SSK aan, gevolgd door een 2,3 liter Alfa met compressor van 1932 en een Bugatti-sportwagen van 2,3 liter, jaargang 1933. Het toont aan, dat de Argentijn het autoracen als een particuliere hartstocht opvatte. Toen hij echter in 1949 met de SSK eerste werd in het totaalklassement bij een sportwagenwedstrijd in Rosario en met de Bugatti Argentijns sportwagenkampioen 1949/'50 werd, mocht hij als beloning in 1950 samen met Juan Manuel Fangio en José Froilán González een korte trip naar Europa maken, waar hij in een Ferrari prompt vierde werd in een Formule 2-race in Gent.

### Successen in Europa
Het beviel Roberto Mieres wel in Europa. En aangezien hij goed met Engels en Frans uit de voeten kon, acclimatiseerde de jonge Argentijn er snel. In 1952 en 1953 nam hij met een Gordini deel aan Formule 2-races, waarin hij diverse goede resultaten behaalde.

### Grand Prix loopbaan
In 1954 debuteerde Mieres als Grand Prix-renner met een door hemzelf aangeschafte Maserati 2,5 ltr. in de Grote Prijs van Argentinië. Zijn beste resultaat zette hij dat jaar neer in de Grote Prijzen van Zwitserland en Spanje in 1954. Beide keren finishte hij als vierde. Koelbloedig betoonde Mieres zich dat jaar tijdens de Grote Prijs van België, toen zijn Maserati vlam vatte en hij, met één hand in de nek ter afscherming van zijn aan de vlammen bloodgestelde huid, de wagen afremde en de kant instuurde.
In 1955 werd hij opgenomen in de vaste equipe van Maserati, samen met Jean Behra en Luigi Musso. Dat jaar werd hij in de Grote Prijs van Nederland wederom vierde en reed hij tevens de snelste ronde. Het was de enige maal dat hij hierin slaagde. In totaal behaalde hij 13 WK-punten. Zijn laatste Grote Prijs voor het wereldkampioenschap Formule 1 reed hij op 11 september 1955 in het Italiaanse Monza.

### Carrièrevervolg als sportwagencoureur
In de jaren die volgden manifesteerde Roberto Mieres zich in diverse sportwagenraces. Zo reed hij in 1957 samen met Ninian Sanderson in een 3,5 ltr.-Jaguar naar een vierde plaats tijdens een sportwagenrace in Buenos Aires en werd hij enkele jaren later, in 1960, samen met Anton Van Dorey eveneens vierde in de 12 uren van Sebring.
Het schijnt ook de uit zijn Porsche lekkende olie te zijn geweest, die in 1958 bij de Grote Prijs van Cuba leidde tot een tragisch ongeval, waarbij ten minste vier mensen omkwamen en vijftig anderen gewond werden. Ferrari-coureur Armando Garcia Cifuentes gleed uit over een grote plas olie op de baan en crashte in de hoofdtribune. Mieres had een ronde eerder een pitstop gemaakt om olie bij te tanken die hij door een gebroken olieleiding was kwijtgeraakt.

### Overstap naar zeilen
Na zijn raceloopbaan eind jaren vijftig te hebben beëindigd, keerde Roberto Mieres terug naar een van zijn vroegere liefdes, het zeilen. Hierin vertegenwoordigde hij zijn land zelfs op de Olympische Spelen van 1960 in Rome, waar hij het in de Star klasse opnam tegen onder meer Prince Bira, een van zijn vroegere racemakkers. Mierse versloeg bij deze gelegenheid zijn oude rivaal en werd zeventiende.